# Acquario di Ghiaccio
L'Acquario di Ghiaccio è un acquario e museo giapponese, istituito nel 2002 nella città di Kesennuma, nella Prefettura di Miyagi.